# Velika nagrada Garde
Velika nagrada Garde (italijansko Gran Premio di Garda) je bila avtomobilistična dirka, ki je med letoma 1922 in 1948 potekala v italijanskem mestu Salò, provinca Garda. Med dirkači je najuspešnejši Guido Meregalli s tremi zmagami, med moštvi pa Bugatti s štirimi zmagami.

## Zmagovalci
| Leto | Zmagovalec      | Moštvo  | Dirkališče | Poročilo |
| ---- | --------------- | ------- | ---------- | -------- |
| 1948 | Giuseppe Farina | Ferrari | Salò       | Poročilo |
| 1927 | Tazio Nuvolari  | Bugatti | Salò       | Poročilo |
| 1926 | Aymo Maggi      | Bugatti | Salò       | Poročilo |
| 1925 | Aymo Maggi      | Bugatti | Salò       | Poročilo |
| 1924 | Guido Meregalli | Diatto  | Salò       | Poročilo |
| 1923 | Guido Meregalli | Diatto  | Salò       | Poročilo |
| 1922 | Guido Meregalli | Diatto  | Salò       | Poročilo |
| 1921 | Eugenio Silvani | Bugatti | Salò       | Poročilo |